# 파리드 몬드라곤
파리드 몬드라곤(Faryd Mondragon, 1971년 6월 21일 ~ )은 콜롬비아의 전직 축구 선수로 포지션은 골키퍼이다. 1990년 데뷔하였으며 1993년 처음으로 콜롬비아 축구 국가대표팀에 소집되었다. 이후 1994년 FIFA 월드컵과 1998년 FIFA 월드컵, 2014년 FIFA 월드컵에 출전하였다.
2013년 42세의 나이로 대표팀에 재소집되어 2014년 FIFA 월드컵 엔트리에 포함되었다. 이후 2014년 6월 24일 일본과의 경기에서 교체 출전하여 월드컵 최고령 출전 기록을 경신하였다.(43세3일) 종전 기록은 카메룬의 로저 밀러가 가지고 있었다.